# Petra Kulichová
Jana Veselá (13 de setembro de 1984) é uma basquetebolista profissional checa.

## Carreira
Petra Kulichová integrou a Seleção Checa de Basquetebol Feminino, em Londres 2012, que terminou na sétima colocação.